# Les Chapelles-Bourbon
Les Chapelles-Bourbon is een gemeente in het Franse departement Seine-et-Marne (regio Île-de-France) en telt 332 inwoners (1999). De plaats maakt deel uit van het arrondissement Provins.

## Geografie
De oppervlakte van Les Chapelles-Bourbon bedraagt 6,5 km², de bevolkingsdichtheid is 51,1 inwoners per km².

## Bezienswaardigheden
In het dorp liggen het kasteel van Beaumarchais en de Sint-Vincentiuskerk.
De onderstaande kaart toont de ligging van Les Chapelles-Bourbon met de belangrijkste infrastructuur en aangrenzende gemeenten.

## Demografie
Onderstaande figuur toont het verloop van het inwonertal (bron: INSEE-tellingen).